# NF C 14-100
La norme française NF C 14-100, homologuée en juillet 2021 (qui remplace celle du 9 février 2008), traite de la conception et de la réalisation des installations de branchement du domaine basse tension comprises entre le point de raccordement au réseau et le point de livraison.
Pour la partie amont des raccordements, c'est la norme NF C 11-201 (réseaux de distribution publique d'énergie électrique) qui est applicable ; pour la partie aval, il s'agit de la norme NF C 15-100 (installations électriques à basse tension).

## Historique
Un amendement A1 à la norme a été homologué le 16 février 2011, pour prendre effet à compter du 16 mars 2011.